# Каторга в Новой Каледонии
Каторга в Новой Каледонии — французские каторжные тюрьмы, существовавшие в Новой Каледонии.

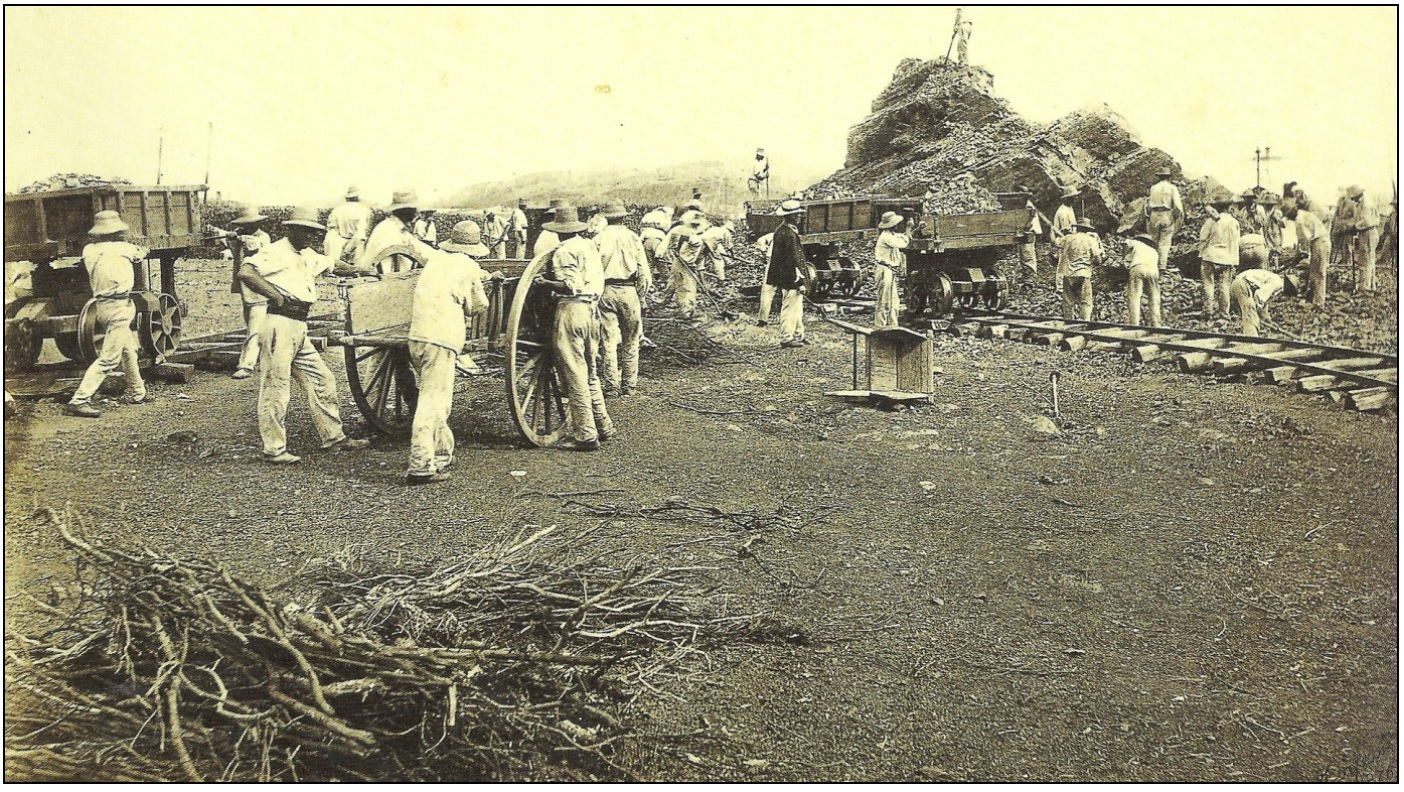
Каторжники на работе в Нумеа

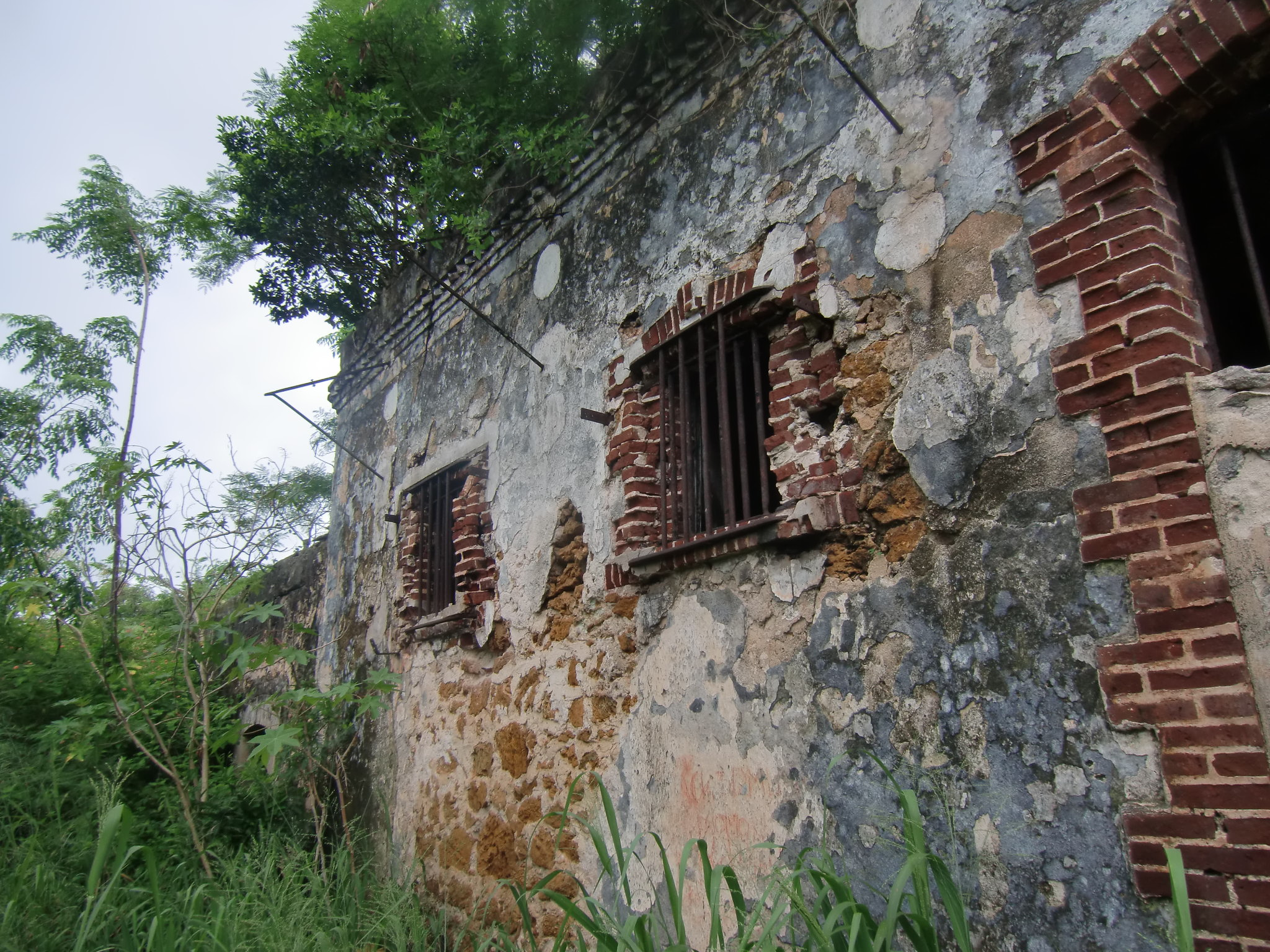
Руины тюрьмы на острове Пен

## История
К середине XIX века количество каторжников в тюрьмах Франции резко возросло, и император Наполеон III поставил вопрос об отправке их в заморские колонии. Сначала каторжников отправляли во Французскую Гвиану (каторга в Кайенне), но там эпидемии лихорадки, малярия приводили к большой смертности заключенных, поэтому внимание властей привлекла Новая Каледония, ставшая французской колонией в 1853 году.
Первое судно с 250 осужденными к пожизненному пребыванию в колонии отплыло из Тулона 2 января 1864 года и прибыло в Нумеа (Новая Каледония) 9 мая того же года.
Осужденные к каторге распределялись по трем дисциплинарным классам, которые различались по режиму содержания. В первый класс зачислялись самые лучшие по проведению и желанию работать, они могли работать по найму у частных лиц. Те, кто были зачислены во второй класс, использовались на работах за счет государства, колонии, муниципалитетов и частных лиц. Те же, кто были зачислены в третий класс, отправлялись на самые тяжелые работы с соблюдением строгого молчания. За хорошее поведение каторжники могли переводиться в более привилегированный класс. 
После поражения Парижской коммуны в 1871 году в 1872–1873 годах около 4 тыс. коммунаров были сосланы на Новую Каледонию, где составили весьма значительную часть ссыльнокаторжных. Закон от 23 марта 1872 года предусматривал, что лиц, подлежавших депортации и строгому режиму, следует ссылать на полуостров Дюкос близ Нумеа, а приговоренных к простой депортации — на остров Пен, а за недостатком места — на остров Маре. Политические ссыльные не были обязаны работать, но если они сами хотели работать, то власти должны были найти им какие-нибудь занятия. Администрация колонии раздавала ссыльным коммунарам земельные участки. В 1880 году коммунары были амнистированы.
В Новой Каледонии были также созданы приюты для несовершеннолетних преступников и сирот.
В 1896 году отправку каторжников в Новую Каледонию прекратили, и их стали вновь ссылать во Французскую Гвиану.